# Felsted, England
Felsted är en by och en civil parish i Uttlesford i Storbritannien. Den ligger i grevskapet Essex och riksdelen England, i den sydöstra delen av landet, 60 km nordost om huvudstaden London. Det inkluderar Bannister Green, Cobblers Green, Cock Green, Frenches Green, Gransmore Green, Mole Hill Green, Pyes Green, Thistley Green och Willow Green. Orten har 2 843 invånare (2001). Den har en kyrka.
Kustklimat råder i trakten. Årsmedeltemperaturen i trakten är 9 °C. Den varmaste månaden är juli, då medeltemperaturen är 18 °C, och den kallaste är januari, med 0 °C.